# José Miguel Elías Galindo
José Miguel Elías Galindo (Saragossa, 15 de gener de 1977) va ser un ciclista espanyol, que fou professional entre 2003 i 2008. Del seu palmarès destaca la victòria d'etapa a la Volta a Portugal.

## Palmarès
- 2002
  - 1r a la Volta a la Corunya
- 2004
  - Vencedor d'una etapa a la Volta a Portugal

### Resultats a la Volta a Espanya
- 2004. 124è de la classificació general
- 2005. 124è de la classificació general
- 2006. 124è de la classificació general